# În carne și oase (Star Trek: Voyager, sezonul 7)
„În carne și oase” (titlu original: „Flesh and Blood”) este al 9-lea și aj 10-lea episod din al șaptelea sezon al serialului TV american științifico-fantastic Star Trek: Voyager și al 155-lea și al 156-lea episod în total. A avut premiera la 29 noiembrie 2000 pe canalul UPN.

## Prezentare
Tehnologia holografică a navei Voyager, pe care Janeway o donase în prealabil rasei Hirogen, a fost modificată pentru a face "prada" holografică mai vicleană. Acest lucru le permite personajelor holografice să se răzvrătească împotriva noilor lor stăpâni.
Doctorul se hotărăște să se alăture hologramelor care au fugit de Hirogeni, dar, pentru aceasta, el trebuie să-i tradeze pe cei de pe Voyager.

## Actori ocazionali
- Jeff Yagher - Iden
- Ryan Bollman - Donik
- Michael Wiseman - Beta Hirogen
- Cindy Katz - Kejal
- Spencer Garrett - Weiss
- Vaughn Armstrong - Alpha Hirogen
- Paul Eckstein - New Alpha Hirogen
- David Doty - Nuu'Bari Miner
- Todd Jeffries - Hirogen One
- Chad Halyard - Hirogen Two
- Don McMillan - Hirogen Three
- Damon Kirsche - Nuu'Bari Hologram One
- Barbara Miller aka Breanna Morgan - Nuu'Bari Hologram Two